# Sandi Hilal
Sandi Hilal (Bayt Sahur (oostelijk grenzend aan Bethlehem), 1973) is een Palestijns architect en stedenbouwkundige die zich bezighoudt met urbane sociologie en planologie.

## Leven
Ze behaalde haar mastergraad aan de Universiteit Sapienza in Rome. Van 2001 tot 2005 was ze assistent-hoogleraar Beeldende Kunst en Stedelijke Studies aan de Universiteit voor Architectuur (IUAV) in Venetië. Ze behaalde in 2006 haar Ph.D. op het gebied van "grensoverschrijdend beleid in het dagelijks leven" aan de Universiteit van Triëst in Italië.
In 2003 presenteerde Hilal samen met Alessandro Petti het Palestijnse paviljoen tijdens de Biënnale van Venetië. Ze was conservator voor het project Arab cities en eveneens samen met Alessandro Petti was ze dat voor het onderzoeksproject Exhibition Stateless Nation. In 2007 richtten zij, Alessandro Petti en Eyal Weizman het Decolonizing Architecture institute (DAi) op in Bethlehem. Het instituut werd 2010 onderscheiden met een Prins Claus Prijs.
Ze werkt voor het United Nations Relief and Works Agency for Palestine Refugees in the Near East (UNRWA) voor een verbeteringsprogramma voor Palestijnse kampen. Ze publiceerde in verschillende internationale kranten en tijdschriften.